# Tinus Bosselaar
Martinus Bosselaar (Rotterdam, 16 de enero de 1936 - 6 de junio de 2018) fue un futbolista neerlandés que jugaba de extremo izquierdo.

## Trayectoria
Se convirtió en el tema principal del "asunto Bosselaar" en 1956. Bosselaar y Sparta acordaron regresar al club procedente del Feyenoord ya que su corazón todavía estaba en el otro lado de la ciudad y su contrato tenía una cláusula que decía que podía dejar el club para regresar al Sparta en cualquier momento. Sin embargo, el Feyenoord no quiso dejarlo ir y llevó al Sparta a los tribunales. Finalmente, Feyenoord perdió el caso y Bosselaar dejó el club y volvió a su amor por el fútbol.

## Selección nacional
Bosselaar jugó su primer partido con la selección de fútbol de los Países Bajos el 16 de octubre de 1955, en el empate a 2 contra Bélgica. Su segunda participación fue contra Noruega donde marcó dos de sus cuatro goles internacionales en total en la victoria por 3-0.

## Muerte
Bosselaar sufrió un ataque al corazón en 2004. Murió el 6 de junio de 2018 a los 82 años.

## Selección nacional
Fue internacional con la selección de fútbol de los Países Bajos en 53 ocasiones.

## Clubes
| Club             | País         | Año       | Partidos | Goles |
| ---------------- | ------------ | --------- | -------- | ----- |
| Sparta Rotterdam | Países Bajos | 1953–1954 | 29       |       |
| Feyenoord        | Países Bajos | 1954–1956 | 49       | 12    |
| Sparta Rotterdam | Países Bajos | 1956–1966 | 246      | 50    |

## Palmarés

### Campeonatos nacionales
| Título           | Club          | País         | Año                       |
| ---------------- | ------------- | ------------ | ------------------------- |
| Eredivisie       | PSV Eindhoven | Países Bajos | 1958–59                   |
| Copa neerlandesa | PSV Eindhoven | Países Bajos | 1957–58, 1961–62, 1965–66 |